# Ngoni (peuple)
Pour les articles homonymes, voir Ngoni.
Les Ngoni sont des populations de langue bantoue d'Afrique australe faisant partie du groupe Nguni, surtout présent dans le centre du Malawi, de l'autre côté de la frontière au Mozambique et en Tanzanie, également en Zambie.

## Ethnonymie
Selon les sources et le contexte, on observe les formes suivantes : Angoni, Gwangara, Mangoni, Mazitu, Ngonis, Wangoni.

## Langues
Les Ngoni du Malawi utilisent le chewa. Au Mozambique et en Tanzanie ils parlent le ngoni, une autre langue bantoue.

## Culture

En Tanzanie.
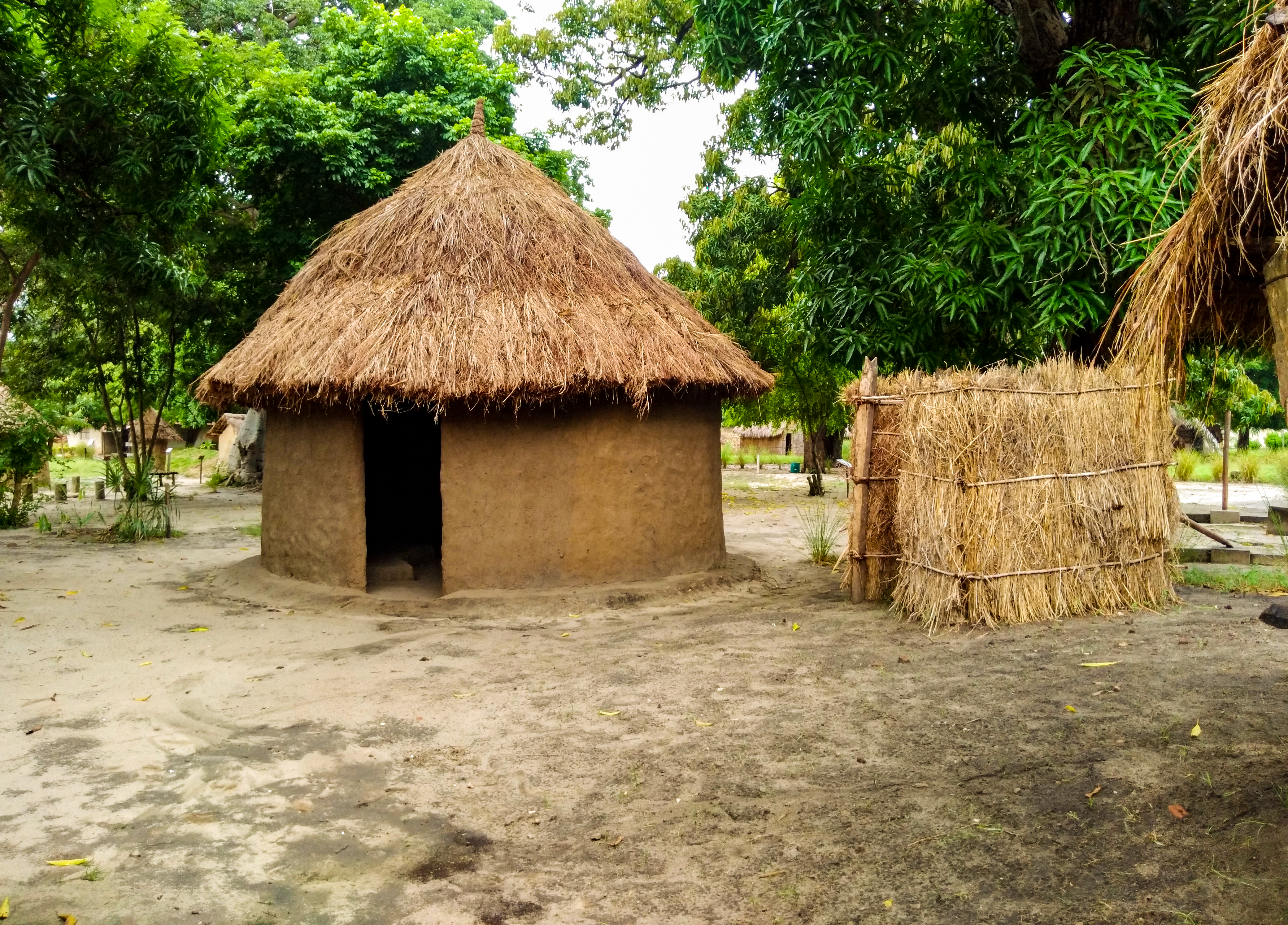
Maison et toilettes.
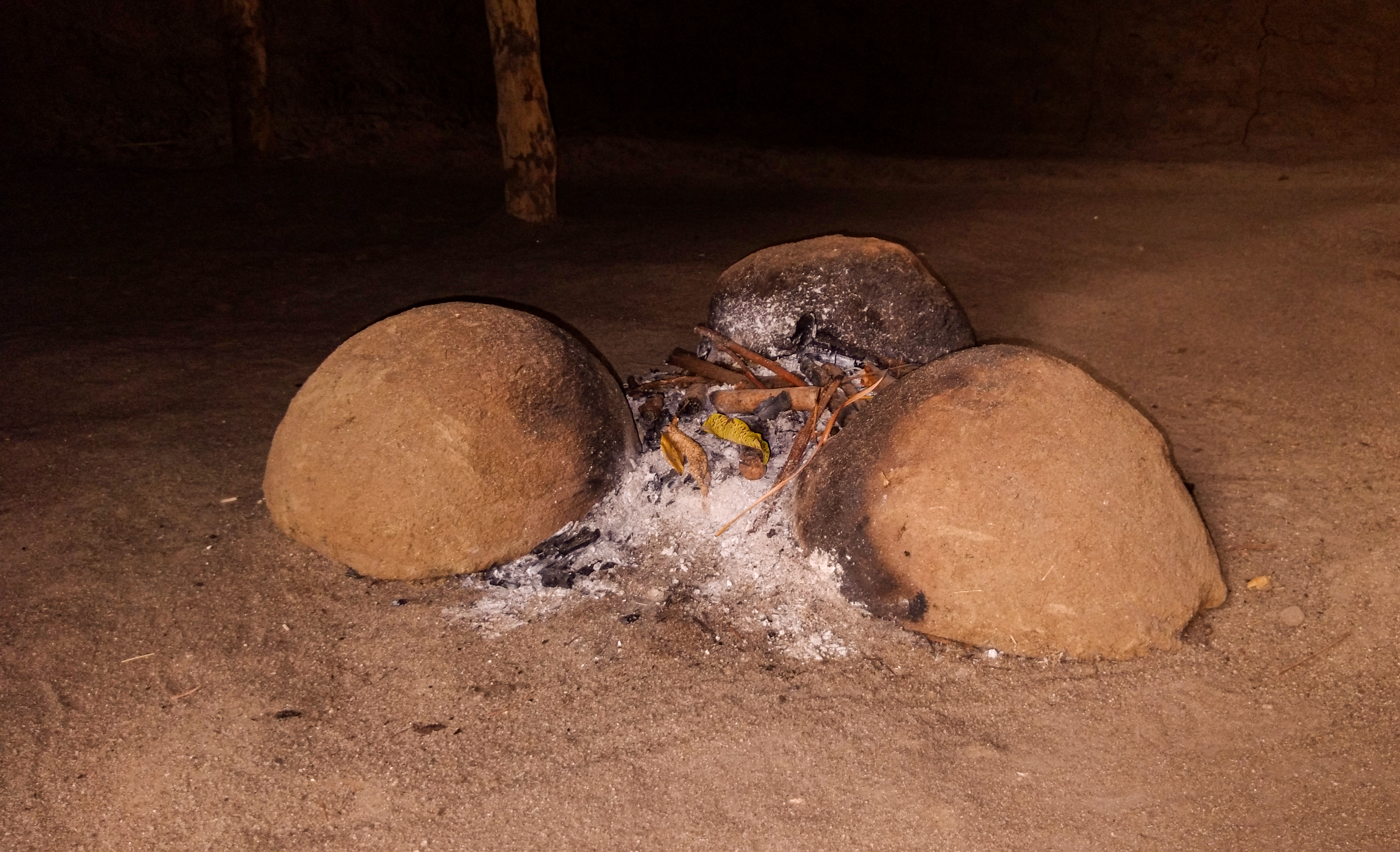
Foyer.
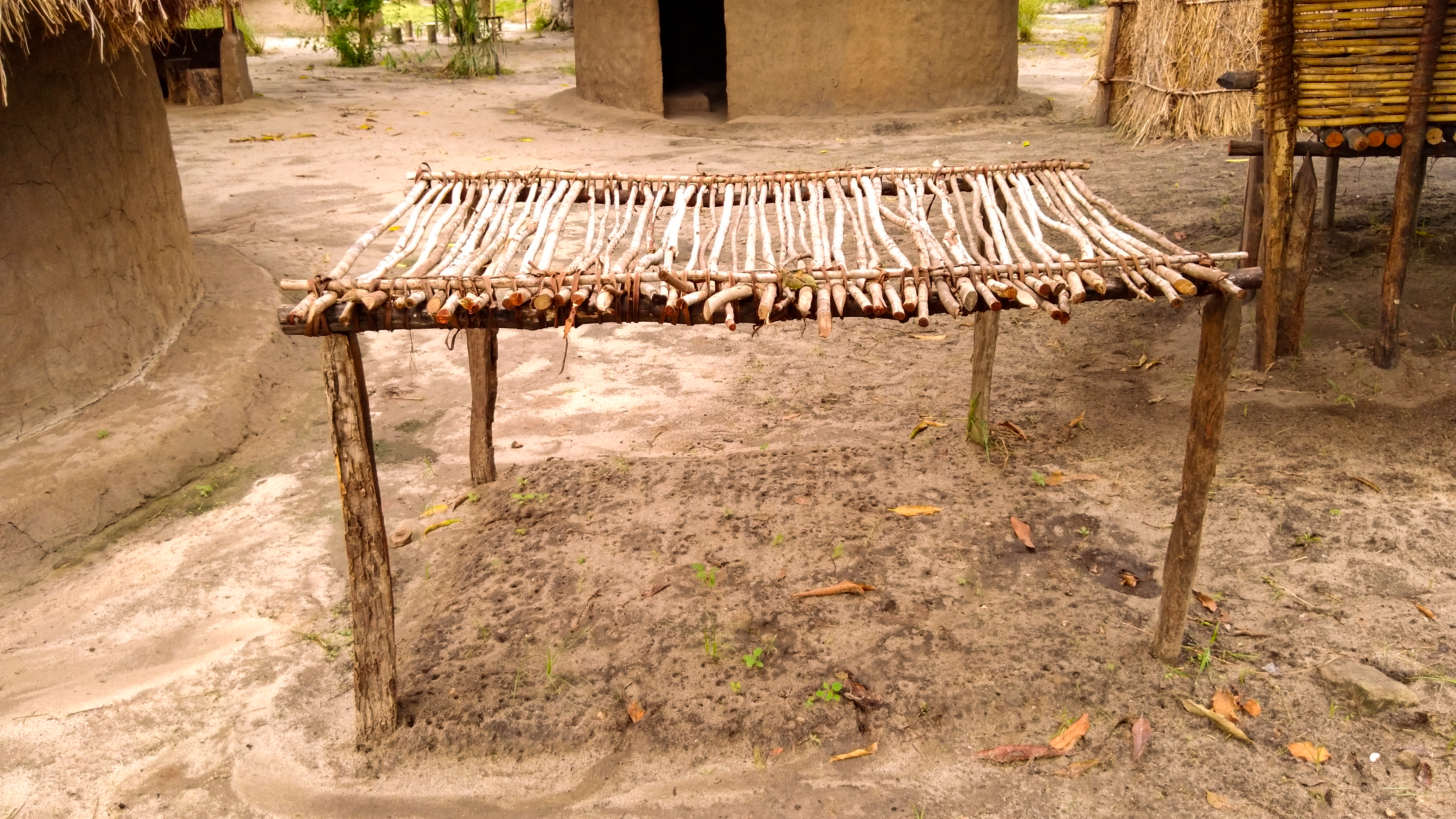
Mobilier.